# Instruments de musique des Amériques
 (décembre 2018).
Si vous disposez d'ouvrages ou d'articles de référence ou si vous connaissez des sites web de qualité traitant du thème abordé ici, merci de compléter l'article en donnant les références utiles à sa vérifiabilité et en les liant à la section « Notes et références ».
Ceci est une liste des instruments de musique originaires d'Amérique.

## Amérique du Nord
- le dulcimer des appalaches, une adaptation de l'épinette des Vosges.

## Amérique latine
En Amérique latine on peut trouver :
- la quena ou kena qui est un instrument à vent, autrefois fabriqué en os ou en animal.
- les sikus et les antara (flûte de pan) qui sont un instrument à vent réalisé avec des tuyaux de bambou de longueurs inégales.
- le charango qui est un instrument à cordes pincées possédant un caisse en bois.